# Antistatarmband
Antistatarmband, ESD handledsband, eller jordningsarmband är en antistiatisk enhet som används för att säkert jorda en person som arbetar med väldigt känslig elektronisk utrustning, för att förhindra uppbyggnad av statisk elektricitet på kroppen, som kan resultera i elektrostatisk urladdning (ESD).

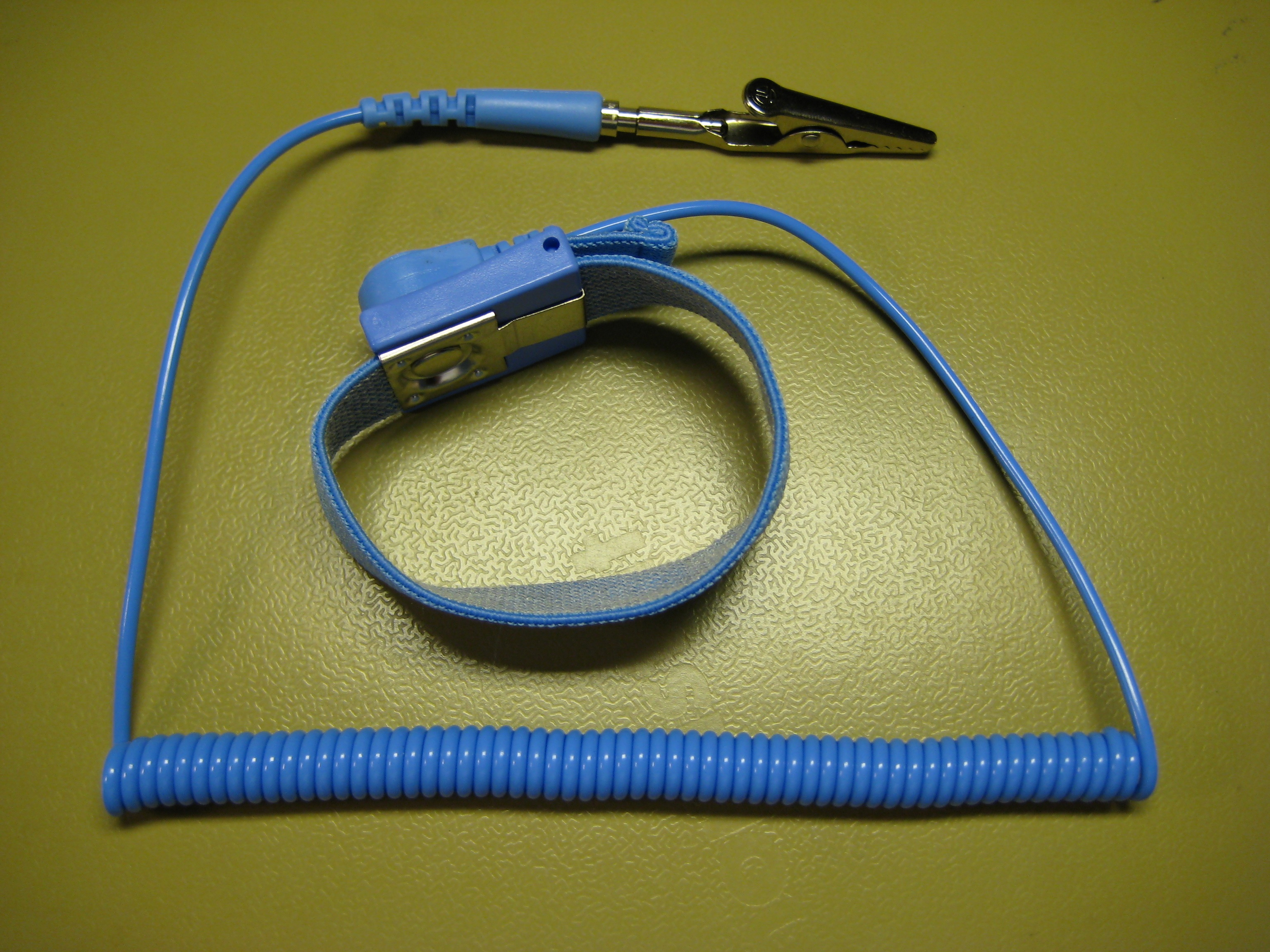
Antistatiskt handledsarmband med krokodilklämma

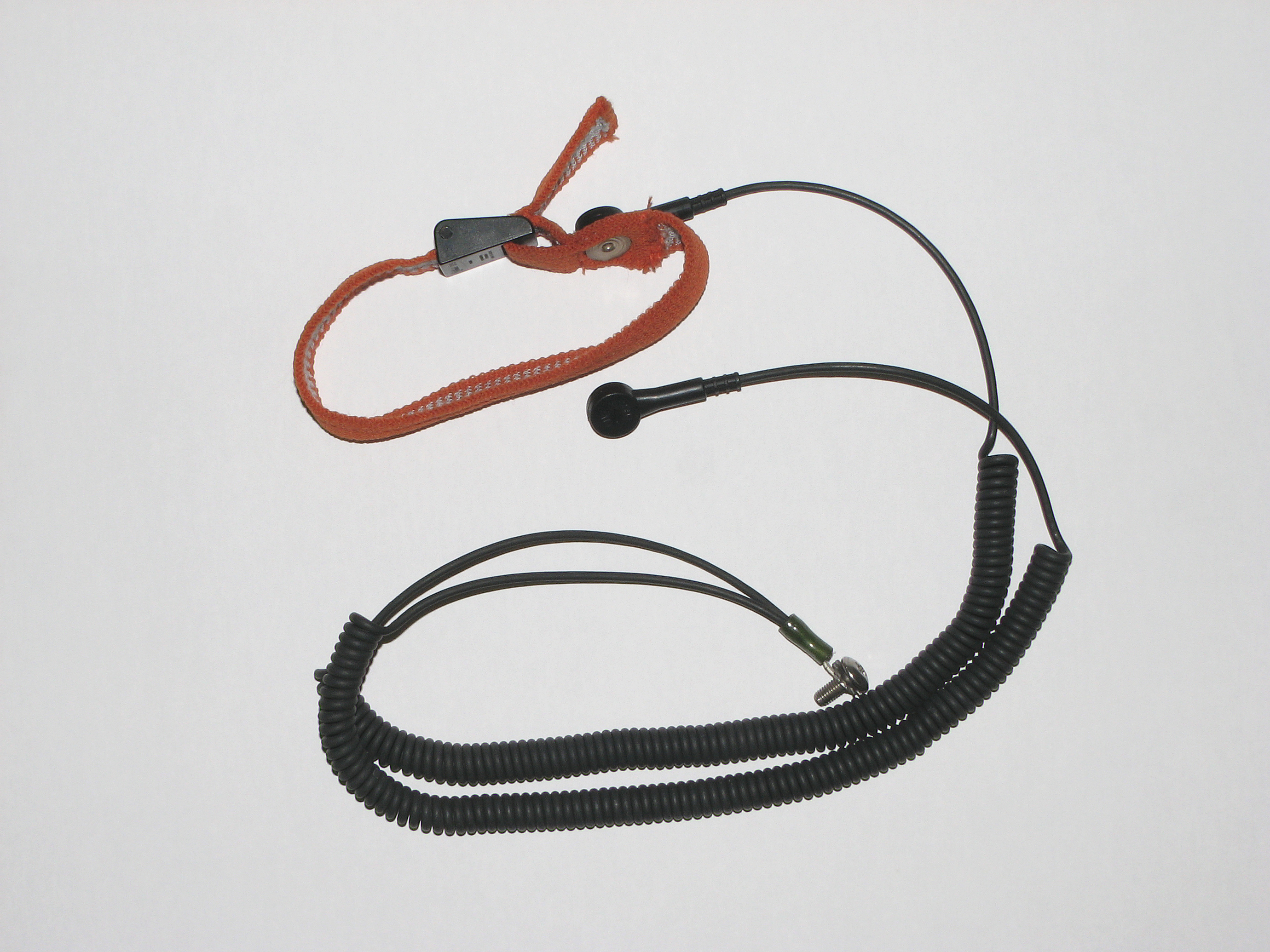
Engångs jordningsarmband som används vid installation av datorutrustning
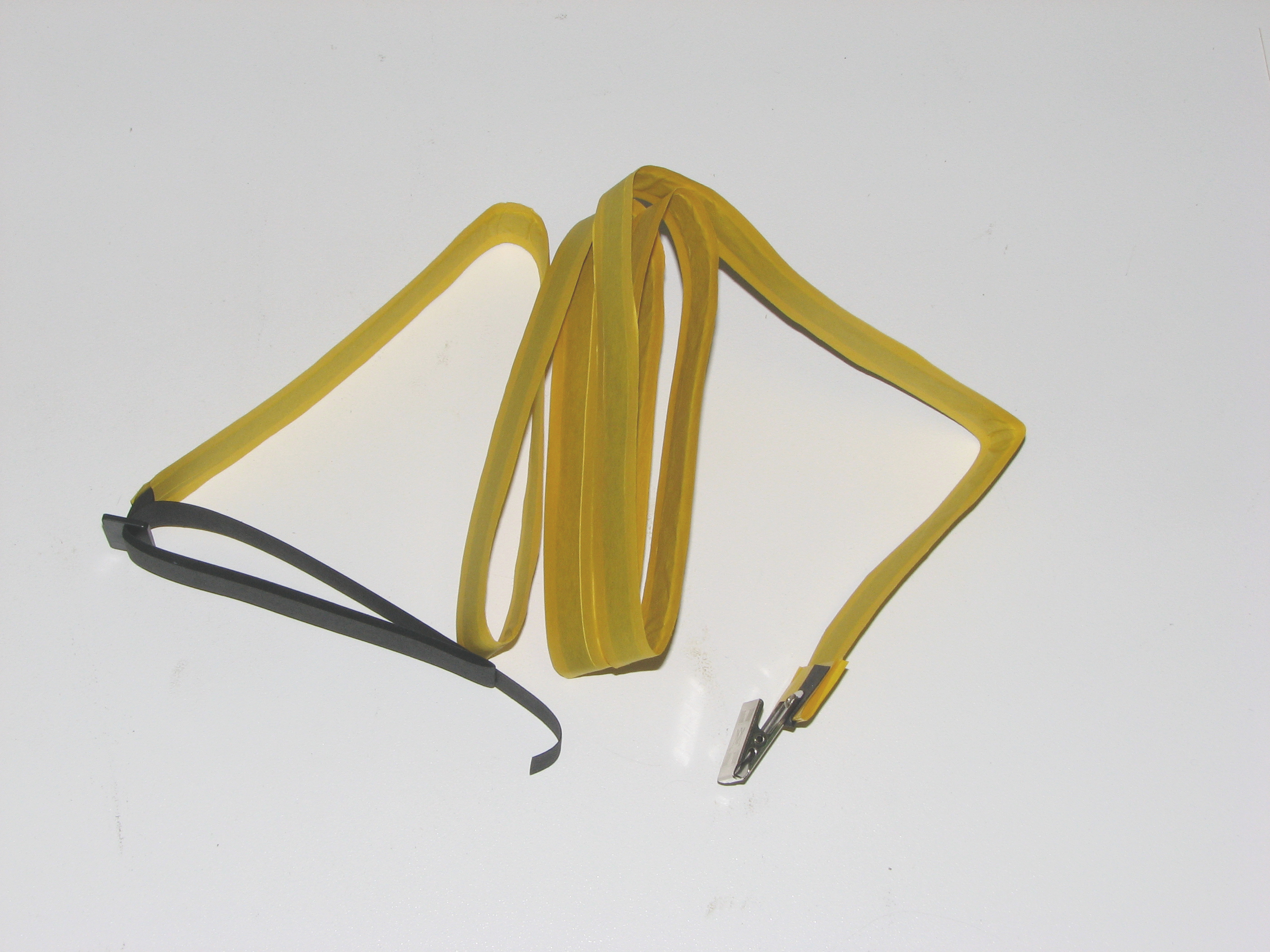